# Аро, Месия Лопес де
Меси́я (Менси́я) Ло́пес де А́ро (исп. Mencía López de Haro; около 1215, Бискайя, Страна Басков — около 1270, Паленсия, Кастилия и Леон) — кастильская дворянка, последовательно супруга графа Альваро Переса де Кастро и короля Португалии Саншу II. Аннулирование её второго брака папой Иннокентием IV привело к разногласиям относительно того, должна ли она считаться королевой-консортом Португалии. Она играла центральную роль в португальском политическом кризисе 1245 года.

## Биография
Месия Лопес была дочерью Лопе Диаса II де Аро, сеньора Бискайского, и Урраки Альфонсо де Леон. Её мать была побочной дочерью короля Леона Альфонса IX. Таким образом, она была племянницей правящего короля Кастилии Фернандо III и правнучкой короля Португалии Афонсу I.

### Первый брак
В 1234 году Месия вышла замуж за магната Альваро Переса де Кастро, участвовавшего в экспансии Кастильского королевства в Кордову. Его первый брак с Эрумбой Урхельской был аннулирован в 1228 году. Сестра Месии, Тереза, вышла замуж за Нуньо Санчеса, графа Руссильона, из рода де Лара. Эти кровные браки были причиной спора между Фернандо III и её отцом и мужем, поскольку монарх конфисковавал некоторые земли жениха. Конфликт был мирно разрешён при посредничестве королев Беренгария Кастильской и Елизаветы Гогенштауфен, матери и супруги Фернандо. Брак был бездетным.
Месия оказалась в центре конфликта на кордовской границе. Взяв Кордову, король вернулся в Толедо, оставив Альваро ответственным за оплот Мартоса. Упадок сельского хозяйства из-за конфликта привёл голоду в этой местности, и Альваро был вынужден отправиться к королевскому двору, чтобы просить о помощи. Король предоставил ему эквивалент полномочий вице-короля, а также денежную поддержку. Однако в его отсутствие его племянник и оставленные войска решили начать военное вторжение на территорию противника, оставив Месию практически без защиты в Мартосе. Мавританский правитель Архоны воспользовался этой возможностью и вторгся в недавно захваченные земли. Месия послала весть ушедшим войскам, и, по словам испанского историка Лафуэнте, она вместе с другими женщинами оделась в доспехи и стала патрулировать крепостные стены. Ожидая увидеть женщин, а не вооружённых солдат, мавры замедлили продвижение и заняли оборонительную позицию. Отсрочка нападения дала время христианским войскам вернуться в Мартос. Под командованием Диего Переса де Варгаса они атаковали мавров, сломали их строй и обратили в бегство. Услышав об опасности, которой подверглась его жена, Альваро отправился к ней, но заболел и умер от некой болезни в Оргасе в 1239 или 1240 году.

### Второй брак
Месия снова вышла замуж за короля Португалии Саншу II, сына короля Португалии Афонсу II и его жены, королевы Кастилии Урраки. Законность этого союза была оспорена сначала португальским историком Антонио Брандао, за которым последовали несколько других: они считали её любовницей, однако на заключение официального брака указывает булла Sua nobis папы Иннокентия IV, которую принимают большинство историков. С самого начала было несколько обстоятельств против брака. Во-первых, она привезла с собой в Португалию призрак господства соседней Кастилии. Будучи дальней родственницей короля и вдовой, она не отвечала идеальному образу девственной невесты и испортила брак с кровным родством. Она также вошла в португальскую королевскую семью в начале периода политической нестабильности, гражданской войны, которая в конечном итоге привела к свержению её мужа, в чём Месию и поспешили обвинить. Более поздние летописцы даже предположили, что Саншу до вступления в брак был хорошим правителем, а его свержение было вызвано плохим влиянием жены: такие записи необъективны, поскольку были необходимы преемникам Саншу, чтобы оправдать его смещение.

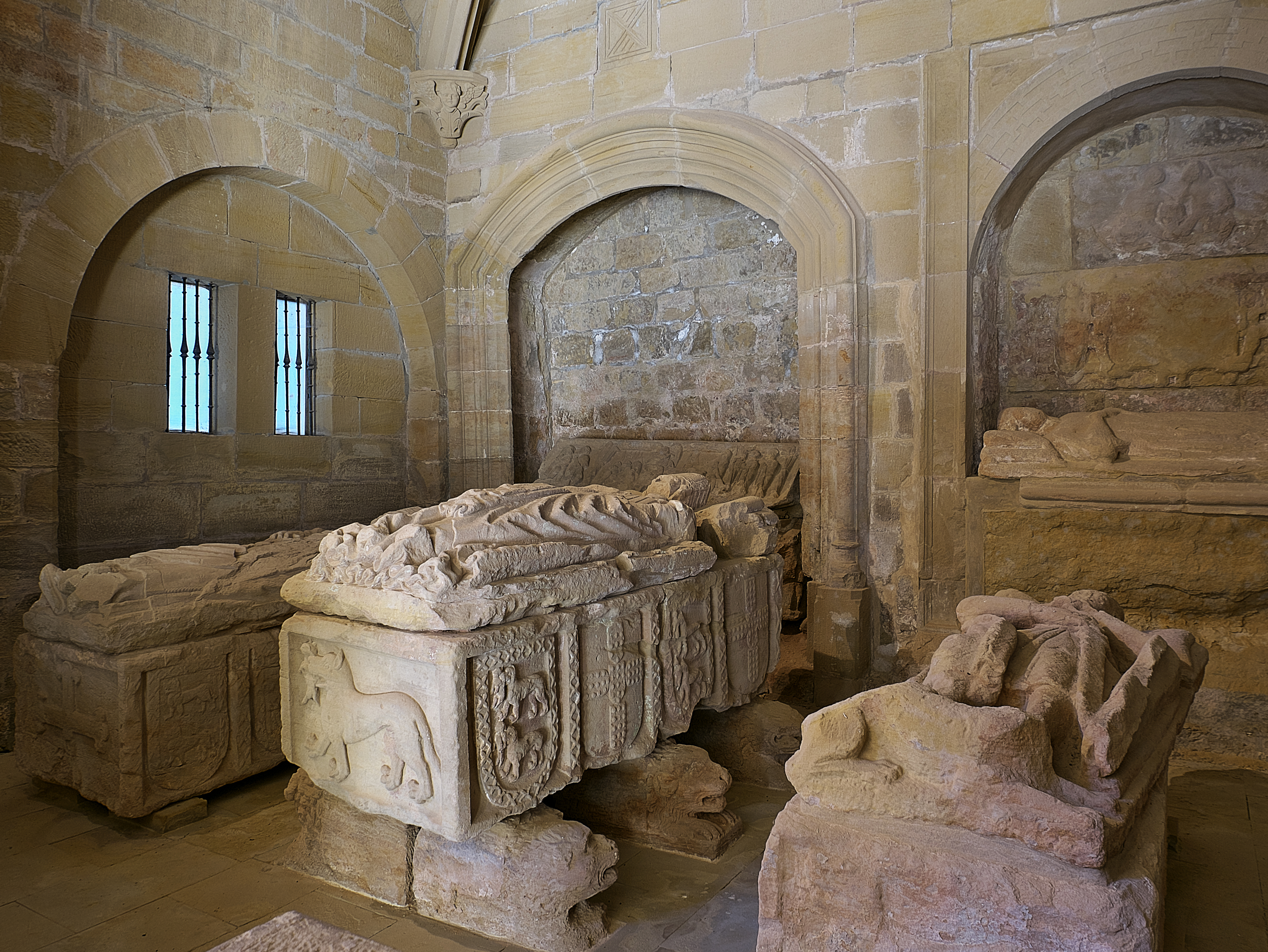
Надгробие Месии Лопес де Аро (в центре)

В результате конфликта между Ватиканом и Саншу, папа Иннокентий IV (в сговоре с младшим братом и наследником бездетного короля, Афонсу) потребовал от него расстаться с супругой. Когда Саншу отказался оставить Месию, папа аннулировал их брак на основании кровного родства. Летом 1245 года были обнародованы две буллы, к знати и духовенству, требовавшие смещения короля. Король обратился за помощью к Афонсу, чьи действия и были причиной его отчаянного положения. Дворянин по имени Раймундо Вьегас де Портокаррейру в сопровождении людей графа Булони проник в королевский дворец в Коимбре и похитил Месию из королевской спальни, доставив её во дворец в Вила-Нова-ди-Орен. Саншу, униженный похищением и невозможностью её вернуть, отрёкся от престола и бежал в Толедо, где и умер в 1248 году. В его завещании супруга не была упомянута, поэтому можно предположить, что он считал её причастной к организации похищения, хотя никаких доказательств этому нет.
Месия умерла в 1270 году не оставив потомков. Её останки покоятся в клуатре монастыря Санта-Мария-ла-Реаль в Нахере.